# Innocenty (Nerunowicz)
Innocenty, nazwisko świeckie Nerunowicz (zm. 15 lipca?/26 lipca 1746) – biskup Rosyjskiego Kościoła Prawosławnego pochodzenia ukraińskiego.
Pochodził z Kijowa. Ukończył Akademię Mohylańską w Kijowie, złożył wieczyste śluby mnisze w brackim monasterze w tym samym mieście. W 1728 został wykładowcą Akademii Słowiańsko-Grecko-Łacińskiej w Moskwie, zaś dwa lata później – jej prefektem. 25 listopada 1732 przyjął chirotonię na biskupa irkuckiego. Do Irkucka przybył w roku następnym.
W eparchii irkuckiej kontynuował pracę duszpasterską zainicjowaną przez jego poprzednika, biskupa Innocentego (Kulczyckiego). Rozwinął działalność duszpasterską na zachodniej Syberii, polecił misjonarzom głosić kazania w językach miejscowych rdzennych narodów. Organizował również szkoły dla dzieci duchownych i wzniósł około trzydziestu nowych cerkwi.
Jego grób znajduje się na terenie monasteru Ikony Matki Bożej „Znak” w Irkucku (był dwukrotnie przenoszony).